# Chernel István-emlékérem
A Chernel István-emlékérmet a Magyar Madártani és Természetvédelmi Egyesület alapította 1979-ben Chernel István ornitológus, a magyar madártan kimagasló egyénisége emlékére.
Az emlékéremmel az elnökség az egyesület azon tagjait tünteti ki, akik kiemelkedő tudományos, gyakorlati vagy társadalmi tevékenységet fejtettek ki, illetve kiváló eredményeket értek el, az Egyesület munkáját és ezen keresztül a madár- és természetvédelem fejlesztését kimagasló módon elősegítették. Az elbírálásnál figyelembe vehető: önálló tudományos vagy gyakorlati munkásság, önálló tanulmányok, kiváló és eredményes egyesületi szervezői és társadalmi tevékenység, amely teljesen vagy részben az Egyesület keretei között jutott kifejezésre. Az emlékérem 80 mm átmérőjű, bronzból készült érem, az egyik oldalán Chernel István dombormű arcképe a következő körirattal: Chernel István szellemében. Az érem Muray Róbert munkája.

## Díjazottak[2]
- 1979: Dr. Józsa Dénes, Ladocsy László, Muray Róbert, dr. Orosz Miklós, Radetzky Jenő
- 1980: Dr. Legány András, Puskás Lajos, dr. Tóth Károly
- 1981: Réthy Zsigmond
- 1982: Brellos Tamás, Haraszthy László, Rakonczay Zoltán
- 1983: Dr. Kárpáti László, dr. Kovács Gábor, Schmidt Egon
- 1984: Homoki Nagy István, Kónya József, Lőrincz István
- 1985: Nagy Sándor
- 1986: Bank László, Császár Ede
- 1987: Dr. Molnár Gyula
- 1988: Szitta Tamás
- 1989: Dr. Csörgő Tibor
- 1992: Dr. Kádár György
- 1993: Fülöp Tibor, Tömösvári Tibor
- 1995: Palkó Sándor
- 1996: Bodnár Mihály, Viszló Levente
- 1997: Barbácsy Zoltán, Fintha István
- 1998: Dr. Szép Tibor
- 1999: Bánhidi Péter, Márkus Ferenc, Nagy Szabolcs, Zsoldos Árpád
- 2000: Firmánszky Gábor
- 2001: Bagyura János, Kalocsa Béla
- 2002: Drexler Szilárd, Fatér Imre, Ilonczay Zoltán, Kelemen Tibor
- 2004: Dr. Gyurácz József, Molnár Zoltán, Musicz László, Urbán Sándor
- 2005: Dr. Hadarics Tibor, Wágner László
- 2007: Ambrus Béla, Boldogh Sándor, Dr. Solti Béla, Varga Ferenc
- 2008: Csonka Péter, Gáspár Attila, Karcza Zsolt, Tóth Imre
- 2009: Mónus Gábor, Nagy Károly, Váczi Miklós
- 2010: Lovászi Péter, Serfőző József
- 2011: Kókay Szabolcs, Marián Miklós, Schmidt András
- 2012: Fitala Csaba, Mogyorósi Sándor, Péchy Tamás
- 2013: Dr. Juhász Lajos, Pellinger Attila
- 2014: Csapó Miklós, Somlai Tibor, Szelle Ernő, Tatai Sándor
- 2015: Benei Béla, Morandini Pál, dr. Németh Csaba
- 2016: Barta Zoltán, dr. Faragó Sándor, Kazi Róbert
- 2017: Juhász Imre, Nagy Csaba János, Seres Mihály Nándor
- 2018: Darázsi Zsolt, Fidlóczky József, Madas Katalin
- 2019: Balsay Sándor, Béres László, Illés Péter, dr. Kiss Veronika
- 2020: Dr. Kasza Ferenc, dr. Kóta András, Lendvai Gábor
- 2021: Katona Mihály
- 2022: Dr. Kókai Károly, Pongrácz Ádám, Dénes János
- 2023: Harsányi Krisztián, Mészáros Csaba, Tóth Tamás
- 2024: Bodnár Katalin, Bátky Gellért Tibor, Horváth Zoltán, Kováts László, Varga László